# Erdőgyarak
Erdőgyarak (románul Ghiorac) község Romániában, Bihar megyében.

## Fekvése
Bihar megyében, Nagyszalontától délre, az Illye-Tenke közti vasútvonal mellett,  Árpád nyugati szomszédjában fekvő település.

## Története
A település neve egy 1347 évben kelt oklevél szerint eredetileg Gyarak volt.
1429-ben Kis-Gyarak, 1481-ben Nagy-Gyarak néven jegyezték fel nevét.
A 15. században az Izsáki és a Bessenyey családok voltak Gyarak birtokosai.
1481-ben a Torday család is birtokos volt Gyarakon.
A 20. század elején gróf Tisza Kálmán, Kövér Márton, Bessenyey Mihály és Balogh György voltak a település nagyobb birtokosai.
1910-ben 2002 lakosa volt, ebből magyar 1601, román 299, német 8, egyéb nemzetiségű 94.
1949-ig a grófi Tisza család birtokközpontja volt. A község határában még áll a Tisza-kastély, melynek falai között gyermekotthon működik.
Erdőgyarak-hoz tartozott Csegőd puszta is, mely hajdan egyházas község volt, valamint Hórindzsa és Királydarócz puszta is.

## Nevezetességek
- Református temploma - 1831-ben épült.
- Tisza család kastélya - itt működött a kommunizmus idején a sérült gyermekek számára fenntartott csegődpusztai kórház (Căminul Spital pentru Minori Nerecuperabili din Cighid). Mikor a kommunizmus bukása után fény derült az ott uralkodó körülményekre, megsemmisítő táborhoz hasonlították.[2][3][4][5][6]

## Híres személyek
- 1860-ban költözött a településre Lovassy László az országgyűlési ifjúság egyik vezetője.
- Itt született Vincze Lajos (1920–1990) néprajzkutató